# 第一次 (1983年電影)
《第一次》（英語：First Time）1983年於香港上映，由張國榮、翁靜晶領銜主演。

## 故事簡介
主要描述幾位主角的生活點滴、價值觀和生活目標。藉以探討當時香港年青人的心態。

## 演員
- 張國榮
- 翁靜晶
- 潘宏彬
- 湯蘭花
- 楊群

## 外部連結
- 互联网电影数据库（IMDb）上《第一次》的资料（英文）